# Seaside (Oregón)
Seaside es una ciudad ubicada en el condado de Clatsop en el estado estadounidense de Oregón. En el año 2000 tenía una población de 5.900 habitantes y una densidad poblacional de 590.2 personas por km².

## Geografía
Seaside se encuentra ubicada en las coordenadas 45°59′34″N 123°55′20″O / 45.99278, -123.92222.

## Demografía
Según la Oficina del Censo en 2000 los ingresos medios por hogar en la localidad eran de $31,074, y los ingresos medios por familia eran $40,957. Los hombres tenían unos ingresos medios de $29,400 frente a los $21,913 para las mujeres. La renta per cápita para la localidad era de $17,893. Alrededor del 15.6% de la población estaban por debajo del umbral de pobreza.